# فؤاد المالكي
فؤاد المالكي إعلامي وصحافي سعودي. من مواليد 18، فبراير، جدة. 
عاش أغلب حياته بين الرياض وجدة.. حاصل على الماجستير في الإعلام الرقمي من الولايات المتحدة الأميركية.
حاصل على البكالوريوس من جامعة الملك عبد العزيز اشتهر عن طريق كتاباته ومقالاته 
منها مايكتبه في الصحافة أو عبر صفحات التواصل الاجتماعي الفيس بوك وتويتر الشهيرة بـ «فؤاديات».

## تعليمه
حاصل على الماجستير في الإعلام الرقمي من الولايات المتحدة
حاصل على درجة البكالوريوس في الإعلام من جامعة الملك عبد العزيز، كلية الآدب، قسم الإعلام.

## عمله
- عمل في الصحافة منذ عام 2005 في الصحف والمؤسسات الإعلامية التالية
- عمل محرر صحفي بجريدة الندوة عام 2005 - 2007.
- عمل محررا في جريدة سعودي اوتو 2007 - 2009.
- عمل مسؤولا لصفحات المجتمع بمجلة المرأة العربية «أرابيان ومان» 2009 - 2011
- عمل في جريدة الشرق ويعد واحد من مؤسسيها 2011 - 2013.
- عمل صحفياً بجريدة مكة ضمن طاقم التأسيس 2013 - 2014.
- انتقل للإعلام المرئي في قناة MBC حتى 2016.
- عمل من الولايات المتحدة صحافيا لجريدة الوطن السعودية حتى 2018.
- عمل منتج برامج في قناة MBC في 2019
- يدون «فؤاديات» عبر صفحاته في المواقع الاجتماعية وهي واحدة من أشهر المقالات في المواقع الاجتماعية